# 葡萄牙社会党

葡萄牙社会党标志

葡萄牙社会党（葡萄牙語：Partido Socialista Português，缩写为PSP）是葡萄牙历史上的一个社会主义政党。
该党成立于1875年，早期深受蒲鲁东主义影响，并拒绝接受革命马克思主义。1919年，该党的左翼分裂出去，与无政府工团主义者合并为葡萄牙最高纲领主义联盟（1921年，改组为葡萄牙共产党）。该党缺乏群众支持。当时，葡萄牙的工会运动由无政府主义者主导，且未加入社会党人主导的国际工会联合会。
截至1925年，该党宣称拥有2500名成员。该党出版了双周刊《赫拉尔多》。此外，该党还拥有一个教育和工人体育组织，有3000名成员。该党的总部设在里斯本。
该党在1911年、1912年、1915年和1925年的议会选举中各赢得了2个席位。
该党在1925年3月—1933年是社会主义工人国际的成员。
1926年5月28日政变后，该党成为唯一被允许存在的政党。起初，该党对军事独裁采取了消极态度。1927年2月的共和起义爆发后，该党与其保持了明显的距离。1930年，该党全国会议决定公开与政府合作。当时该党的主要领导人之一拉马多·库尔托，受政府委托制定劳动法；从1930年起，他与改良派工会一起在国家经济委员会的法团主义框架下工作。1933年3月，安东尼奥·德·奥利维拉·萨拉查建立“新国家”政权后，该党被禁止活动。该党最终决定自行解散。